# Full HD

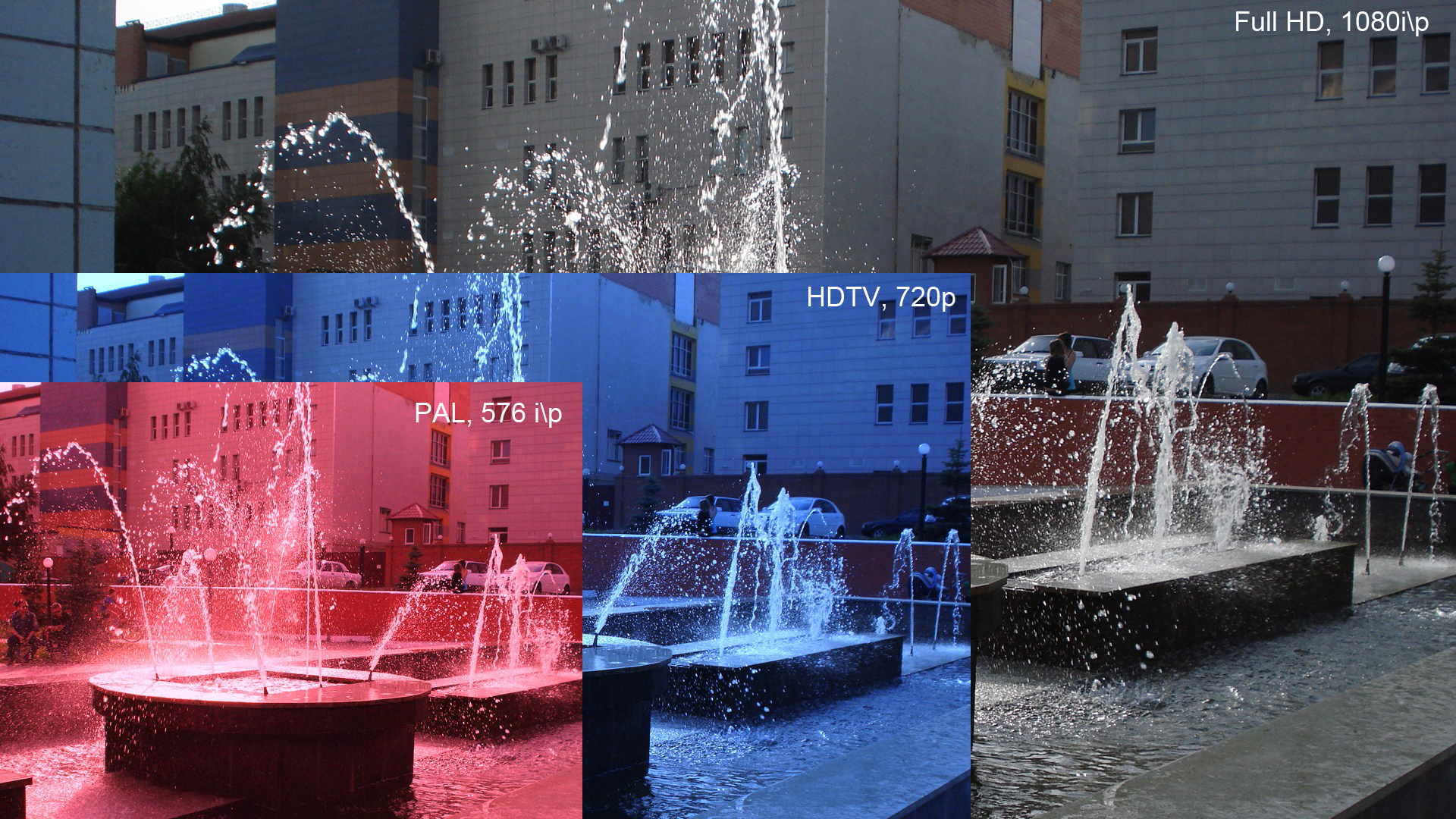
Сравнение стандартных разрешений телевизионных сигналов. В данном примере в кадры HD и Full HD попадает большее количество объектов, и находящийся в центре внимания объект передаётся с бо́льшим количеством деталей

Full HD (Full High Definition) — разрешение 1920×1080 точек (пикселей). Это маркетинговое название было впервые введено компанией Sony в 2007 году для ряда продуктов. Применяется в трансляциях телевидения высокого разрешения (HDTV), в фильмах, записанных на диски Blu-ray и HD-DVD, в телевизорах, компьютерных дисплеях, в камерах смартфонов (особенно фронтальных), в видеопроекторах.
Название Full HD было введено для того, чтобы отличить разрешение 1920×1080 точек от разрешения 1280×720 точек, которое назвали HD Ready. Оба этих разрешения могут применяться в HDTV. Стандарт качества 1080р появился в 2013 году.
HDTV (High Definition TeleVision) — это телевидение, предполагающее максимальное разрешение изображения 1920×1080. 1920×1080 бывает 1080p — с прогрессивным форматом и 1080i — чересстрочным форматом записи кадра, когда один кадр состоит из двух полукадров.

Оригинальный логотип Sony

Существует анаморфный вариант Full HD с неквадратным пикселем и размерами 1440×1080 пикселей (пропорция сторон пикселя 1,33, поэтому результирующее соотношение сторон по-прежнему 16:9).
Почти во всех традиционных форматах эфирного телевидения соотношение сторон картинки составляет 4:3, а в стандарте Full HD (высокой чёткости) соотношение сторон картинки составляет 16:9.
На HDTV-телевизоре (LCD, LED, плазменном или некоторых моделях ЭЛТ телевизоров) возможно отображение традиционной (4:3) картинки четырьмя способами:
- «вписать в размер» — кадр отображается полностью, справа и слева остаются пустые (черные) полосы;
- «растянуть к размеру» — кадр растягивается на ширину экрана непропорционально, делая изображение вытянутым в стороны. Для более-менее адекватного восприятия картинки, искажениям в большей степени подвергают правую и левую часть кадра, сохраняя центр почти без деформации;
- «смасштабировать и обрезать» — кадр пропорционально увеличивается до ширины экрана, при этом верх и низ картинки частично обрезается (выходит за пределы). В чистом виде такое отображение применяется редко;
- сочетаются способы 2 и 3 одновременно (то есть сверху и снизу кадр обрезается в меньшей мере, плюс растягивается по ширине).

Аналогичным образом передаются изображения 16:9 на «обычном» телевизоре (4:3). Но в этом случае черные полосы остаются сверху и снизу («вписать в размер»), обрезаются боковые стороны («смасштабировать и обрезать») или правый и левый «бока» изображения сжимаются к центру («растянуть к размеру»).
Пользователи телевизора могут самостоятельно выбирать способ отображения картинки, управляя соответствующими параметрами через меню.
На телевизорах стандарта HDTV изображение Full HD будет иметь соотношение сторон 16:9, что при этом даст целую и неискажённую картинку.